# The Silence of the Lambs (soundtrack)
The Silence of the Lambs is de originele soundtrack, gecomponeerd en gedirigeerd door Howard Shore voor de film The Silence of the Lambs uit 1991 van Jonathan Demme. Het album werd uitgebracht op 5 februari 1991 door MCA Records.
De muziek werd opgenomen in München in de tweede helft van de zomer van 1990 en uitgevoerd door het Münchner Symphoniker. "Ik heb geprobeerd om op een manier te schrijven die direct in de structuur van de film past," legde Shore uit over zijn aanpak. "Ik heb geprobeerd om de muziek er gewoon bij te laten passen. Als je de film bekijkt, ben je je niet bewust van de muziek. Je krijgt je gevoelens van alle elementen tegelijk, belichting, cinematografie, kostuums, acteren, muziek. Jonathan Demme was heel specifiek over de muziek." Muziek uit de film werd later gebruikt in de trailers voor het vervolg uit 2001, Hannibal.

## Tracklijst
Alle nummers geschreven door Howard Shore.

| 1.                 | Main Title           | 5:04 |
| 2.                 | The Asylum           | 3:53 |
| 3.                 | Clarice              | 3:03 |
| 4.                 | Return to the Asylum | 2:35 |
| 5.                 | The Abduction        | 3:01 |
| 6.                 | Quid Pro Quo         | 4:41 |
| 7.                 | Lecter in Memphis    | 5:41 |
| 8.                 | Lambs Screaming      | 5:34 |
| 9.                 | Lecter Escapes       | 5:06 |
| 10.                | Belvedere, Ohio      | 3:32 |
| 11.                | The Moth             | 2:20 |
| 12.                | The Cellar           | 7:02 |
| 13.                | Finale               | 4:50 |
| Totale duur: 56:22 |                      |      |

## Prijzen en nominaties
| Jaar | Prijs       | Categorie        | Genomineerde(n) | Uitslag     |
| ---- | ----------- | ---------------- | --------------- | ----------- |
| 1992 | BAFTA Award | Beste filmmuziek | Howard Shore    | Genomineerd |